# Marx-Engels-Forum

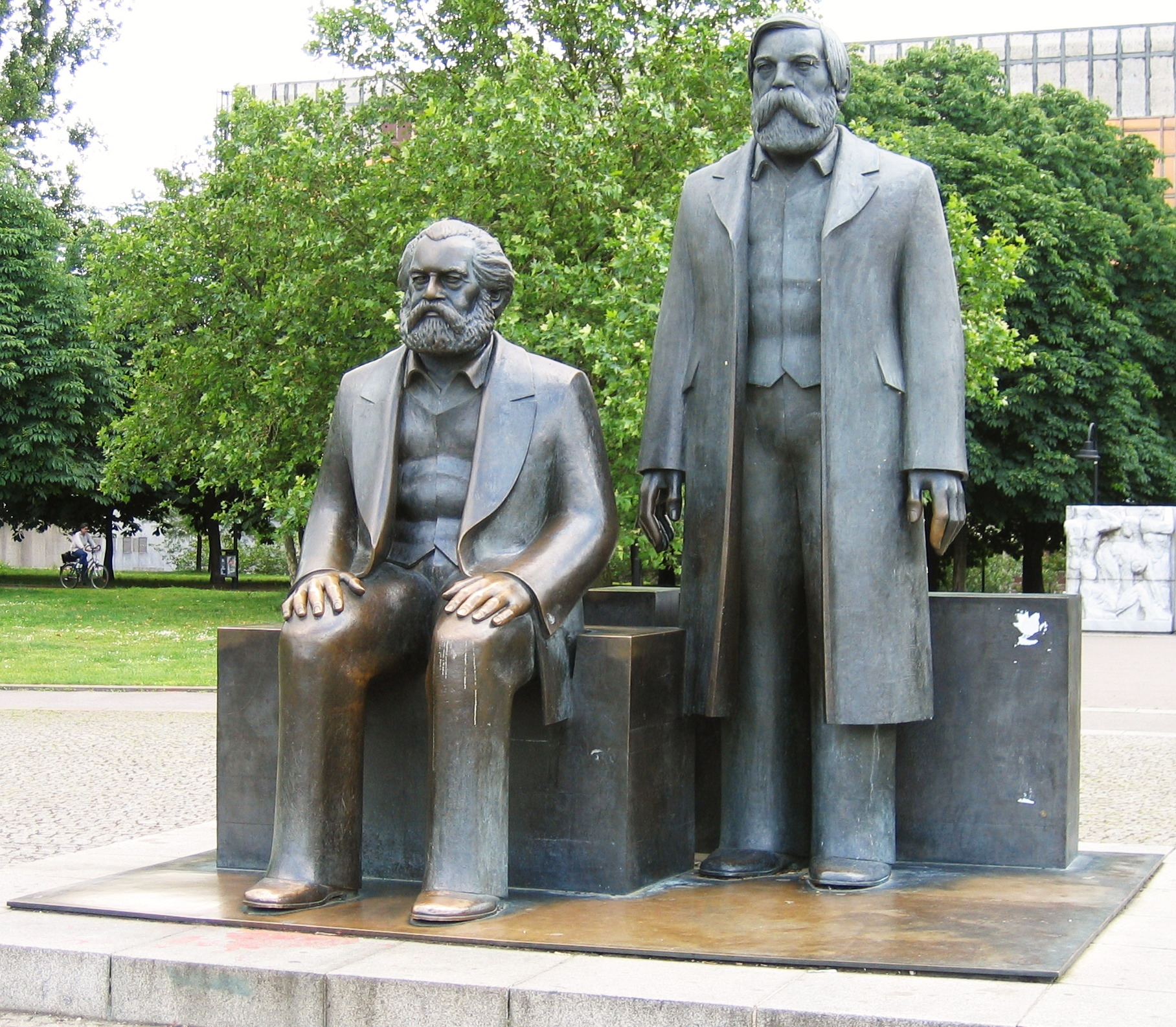
Statyn i Marx-Engels-Forum.

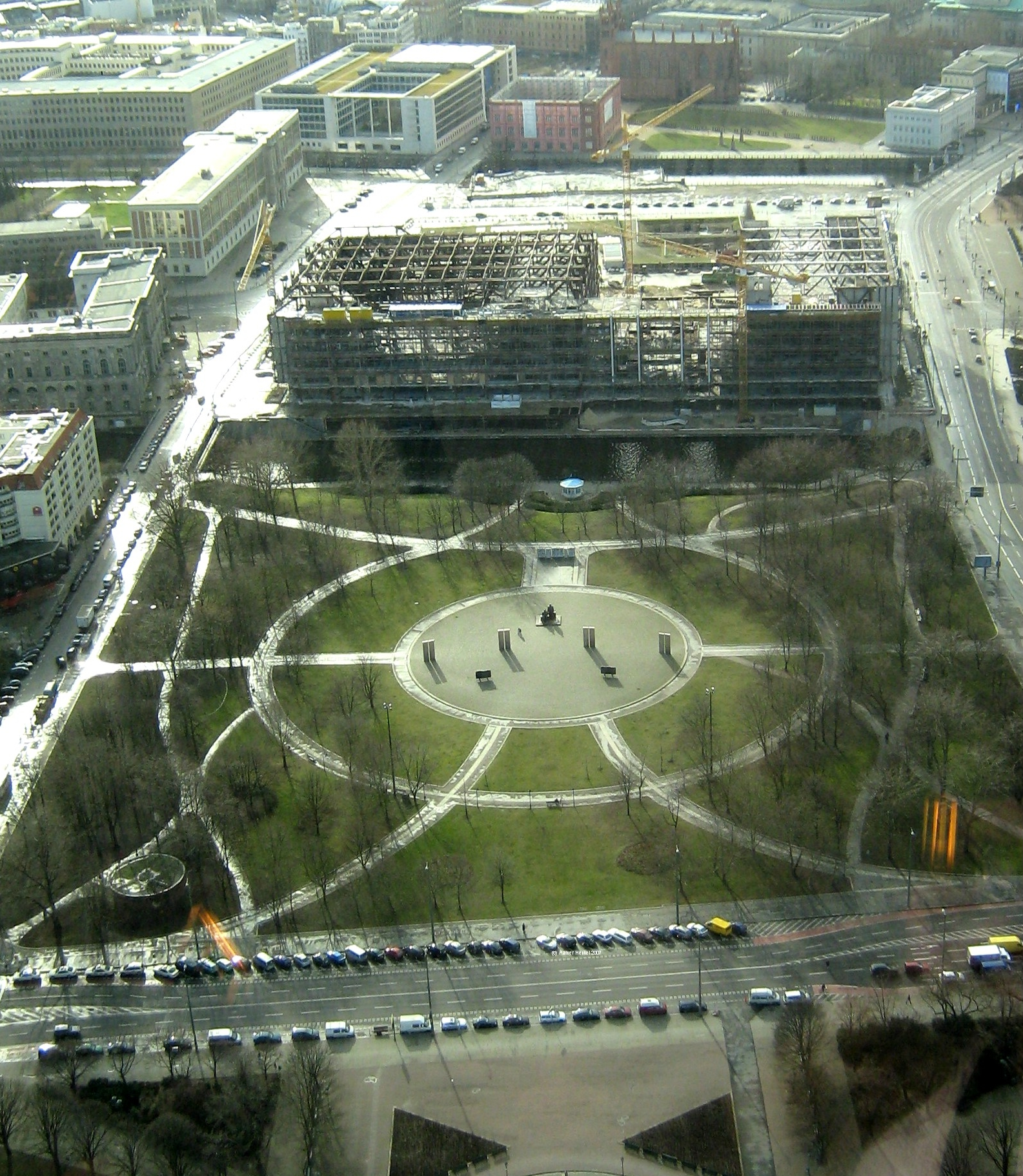
Marx-Engels-Forum från TV-tornet Fernsehturm i februari 2007. Bakom parken syns Palast der Republik (under rivning när bilden togs).

Marx-Engels-Forum är en liten park från 1986 nära Rotes Rathaus i stadsdelen Mitte i centrala Berlin. Där finns en staty föreställande Karl Marx och Friedrich Engels. Statyn restes 4 april 1986, då Mitte låg i Östberlin. Skulptör var Ludwig Engelhardt (1924−2001).